# Love the Way You Lie
A Love the Way You Lie egy Eminem amerikai rapper dala, melynek munkálataiban a barbadosi énekesnő, Rihanna is részt vett. A kislemez a Recovery című album hetedik kislemeze. A kritikusok rendkívüli módon dicsérték a duó közötti összhangot. A szám azoknak az embereknek szól, akik rossz párkapcsolaton estek túl. A dal a hardcore hiphop stílust képviseli.
A számot világszerte elképesztő siker övezte, az Egyesült Államokban 5 millió példány kelt el a kislemezből.

## Háttér
A Love the Way You Lie a Recovery című lemezen kapott helyet. A dalt több helyen vették fel, többek között Dublinban. A rapper meglátogatta a párizsi Skyrock FM stúdióját, ahol bejelentette, kikkel dolgozott együtt az album munkálataiban. Többek között Pink és Lil Wayne neve is felmerült. Rihanna így vélekedett a közös munkáról: "És persze beleegyeztem, hogy ha tetszik, mindenképp megcsinálom, mert szeretem Eminemet." Később még többet nyilatkozott: "Igazán szép, és kiemelkedő. Egy igazán egyedi felvétel. Nagyon izgatott vagyok."

## Videóklip
A klipet Joseph Kahn rendezte, a Without Me és We Made You után harmadszor dolgoztak együtt. A videóban Dominic Monaghan és Megan Fox alkotnak egy párt, akiknek viszonyuk igencsak viharos. A videó 2010. augusztus 5-én debütált a rapper VEVO csatornáján.

## Folytatás
A dal második része a Love the Way You Lie (Part II), mely Rihanna Loud című albumán kapott helyet. A számhoz nem készült videóklip, de még csak kislemez sem, mégis több toplistán felbukkant a szám. A barbadosi énekesnő kezdetben ellenezte a folytatás öt.

## Slágerlisták
Források
1. ↑  http://www.rap-up.com/2010/06/01/eminem-talks-rihanna-pink-and-lil-wayne-collaborations/
2. ↑  Archivált másolat. [2011. május 17-i dátummal az eredetiből archiválva]. (Hozzáférés: 2011. augusztus 15.)